# Șaragan
Șaraganul e o compoziție poetică și liturgică în ritul armean.
În sens larg, se numesc șaragane cele opt imnuri ce se cântă în decursul unei zile liturgice, câte unul la fiecare din cele opt ceasuri canonice de peste zi.
În sens strict, șaraganul e unul din cele opt imnuri, și anume cel ce se cântă la vecernie și utrenie, și care rezumă conținutul sărbătorii.
Tot șaragan se numește și șaraganoțul, cartea liturgică în care se află șaraganurile pe fiecare zi.